# Joanot Martorell
Joanot Martorell, född 1413 i Gandía, död 1468 i Valencia, 1468, också känd som  Joan Martorell, var en författare och riddare i Kungadömet Valencia. Han är särskilt känd som författare till riddarromanen Tirant lo Blanch (dagens valencianska: Tirant lo Blanc, spanska: Tirante el Blanco, svensk titel: Tirant den Vite). Martorell kom att bli regional domare (Jurat en Cap, Cargo foral) i Chirivella.

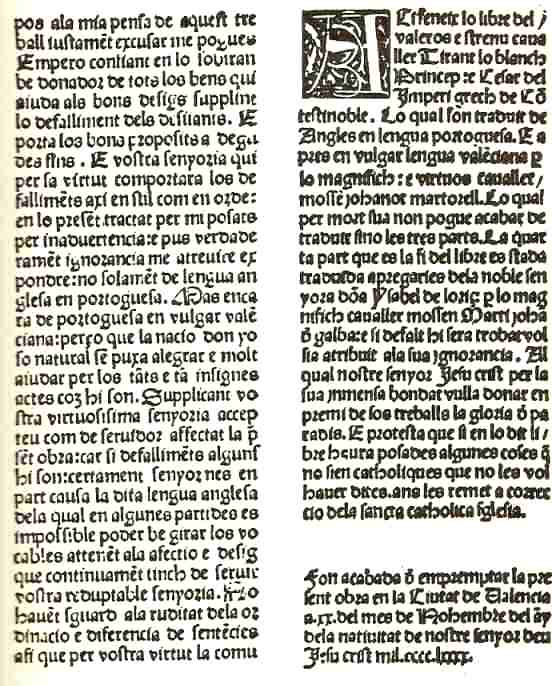
Inledningen till det sista kapitlet av Tirant lo Blanch, tryckt på valencianska 1490.

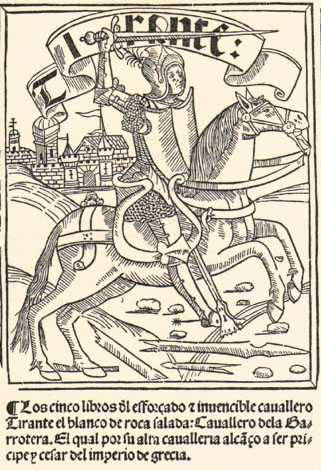
Titelsidan till Tirante el Blanco, den första kastilianska upplagan från 1511.

## Biografi
Joanot Martorells födelse ägde rum mellan 1413 och 1415 i staden Gandía. Enligt historikern Jaume Chiner kom hans familj från Gandía, fast de var bosatta i Valencia sedan 1400. Hans farfar, Guillem Martorell, var kunglig rådgivare och hans far, Francesc Martorell, gift med Damiata Abelló, var förvaltare hos kungen Martin I av Aragonien. En syster till Joanot Martorell var gift med Ausiàs March.
Många självbiografiska inslag är kända, vilka visar honom som en aggressiv riddare med kämpalust och ett rörligt liv, fyllt med riddarepisoder och kärleksäventyr. Här syns likaså otaliga resor, även om huvuddelen av striderna, inklusive utmaningar på liv och död, inte gick längre än till verbala sådana.
Från 1433 härrör den första referensen om Joanot som riddare. Han befann sig långa tider i England (på en av dessa resor, 1438, översatte han 1100-talspoemet Guy de Warwick), Portugal och Neapel. Han var mycket intresserad av olika riddarspel, och det finns uppgifter om dessa tack vare de 14 bevarade "kampbreven" – lletres de batalla; dessa skrev Martorell på under hela sitt liv.